# Pavel Yakushevski
Pavel Andreyevich Yakushevski –em russo, Павел Андреевич Якушевский– (Moscovo, 24 de setembro de 1987) é um desportista russo que compete no ciclismo na modalidade de pista, especialista nas provas de velocidade.
Ganhou uma medalha de bronze no Campeonato Mundial de Ciclismo em Pista de 2019 e três medalhas no Campeonato Europeu de Ciclismo em Pista entre os anos 2013 e 2016.

## Medalheiro internacional
| Campeonato Mundial | Campeonato Mundial         | Campeonato Mundial | Campeonato Mundial     |
| Ano                | Lugar                      | Medalha            | Competição             |
| ------------------ | -------------------------- | ------------------ | ---------------------- |
| 2019               | Pruszków ( Polónia)        | Medalha de bronze  | Velocidade por equipas |
| Campeonato Europeu |                            |                    |                        |
| Ano                | Lugar                      | Medalha            | Competição             |
| 2013               | Apeldoorn ( Países Baixos) | Medalha de bronze  | Velocidade por equipas |
| 2014               | Baie-Mahault ( França)     | Medalha de bronze  | Velocidade por equipas |
| 2016               | Saint-Quentin ( França)    | Medalha de ouro    | Velocidade individual  |